# Cimetière de Vaugirard
Ne doit pas être confondu avec Ancien cimetière de Vaugirard.
Le cimetière de Vaugirard est un cimetière parisien situé 320 rue Lecourbe (15e arrondissement de Paris), ouvert en 1787, ce qui en fait l'un des plus anciens cimetières parisiens en activité.

## Description
Le cimetière occupe une grande parcelle à l'ouest de la rue Lecourbe. Il a une superficie d'un hectare et demi et abrite environ 2500 tombes. On y trouve 95 arbres de 17 essences différentes.

## Historique
Le cimetière de Vaugirard est le troisième du nom. Il servait de cimetière aux habitants de Grenelle, avant que ceux-ci n'aient leur propre cimetière.
Il a été rattaché à la ville de Paris en 1860, lors du rattachement de la commune de Vaugirard.
Il possède un grand carré militaire, créé en 1882 pour les pensionnaires des Invalides, aux côtés de nombreux morts des deux guerres mondiales.
Y ont été transférés en 1854, dans une tombe située tout au fond du cimetière, les restes des personnes qui avaient été inhumées dans l'ancienne église Saint-Lambert, démolie après la construction de la nouvelle église.

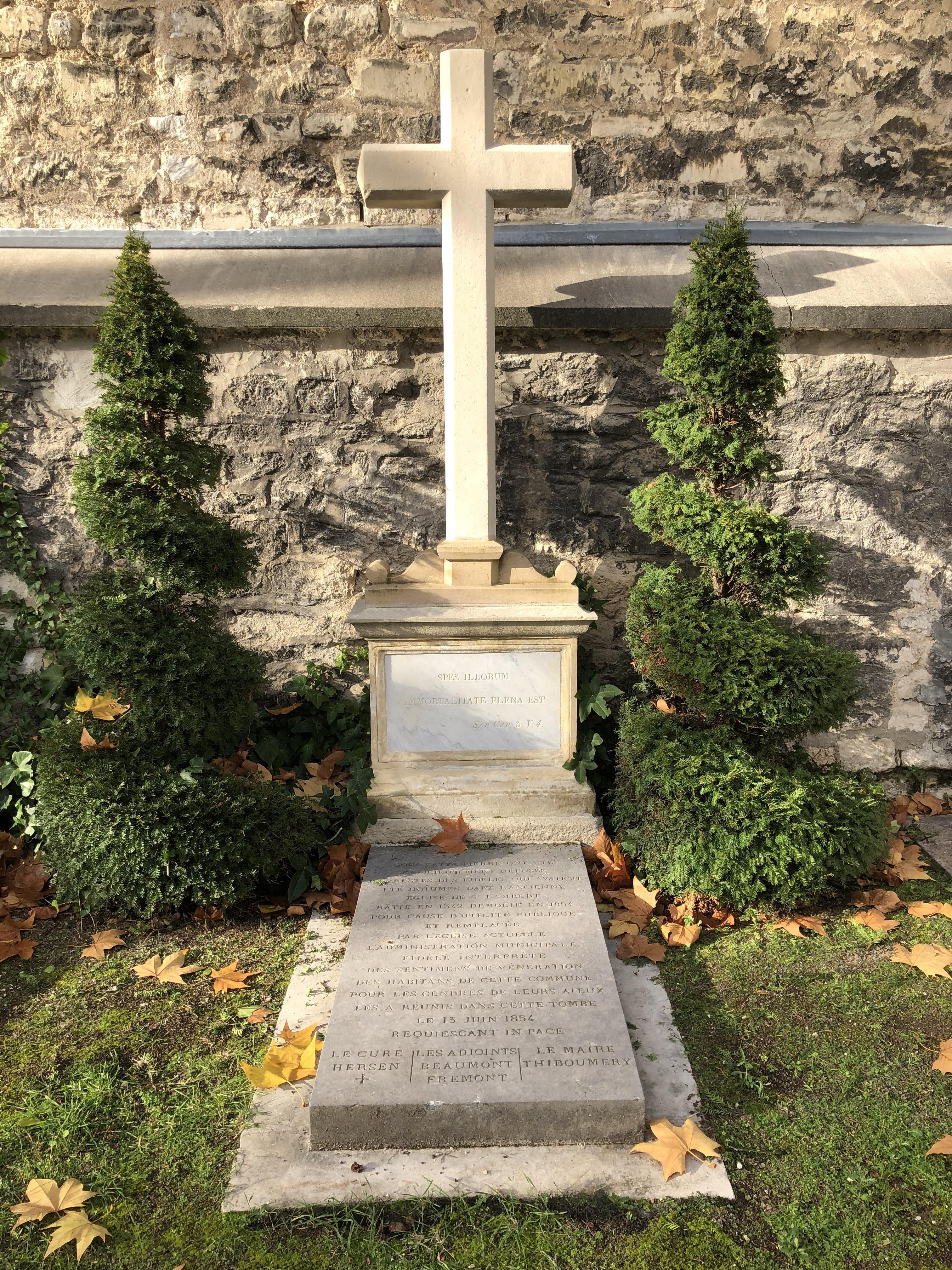
Caveau contenant les restes découverts lors de la démolition de l'ancienne église Saint-Lambert.

## Personnalités inhumées
| Nom,                                             | Métier | Division                                      | Photo |
| ------------------------------------------------ | --- | --------------------------------------------- | ----- |
| Louis Aubert                                     | compositeur | division 4                                    |       |
| Michel Baroin                                    | dirigeant d'entreprise et écrivain | division 12                                   |       |
| Lucien Besnard                                   | auteur dramatique | division 14                                   |       |
| Albert Bettannier                                | artiste peintre | division 16                                   |       |
| Hector Bianciotti                                | journaliste, écrivain et académicien français | division 21                                   |       |
| Marguerite Bourcet                               | écrivain | division 13                                   |       |
| Jean-Baptiste Boyer (1783-1839)                  | sculpteur | division 21                                   |       |
| Clara Candiani                                   | journaliste | division 21                                   |       |
| Adolphe Chérioux                                 | président du conseil municipal de Paris | division 6                                    |       |
| Antoine-Louis Cornette                           | chanoine, fondateur du scoutisme en France | division 17                                   |       |
| Augustin Marie Antony Cottes (1871-1913)         | commandant mort de maladie en service commandé à Bamako, sa sépulture est classée remarquable | division 2                                    |       |
| Jean-Baptiste Dalesme                            | général baron d'Empire, gouverneur de l'île d'Elbe (1810-1815), commandant militaire des Invalides (1830-1832) |                                               |       |
| Jean Daniélou                                    | ecclésiastique, cardinal | division 6                                    |       |
| Henri de Lubac                                   | ecclésiastique, cardinal | division 6                                    |       |
| Père Bertrand de Margerie                        | théologien jésuite | division 6                                    |       |
| Paul Doumer                                      | président du Sénat, président de la République, assassiné (enterré avec ses fils morts lors de la Première Guerre mondiale) | division 13                                   |       |
| Paul Echard                                      | Général | division 4                                    |       |
| Jacques Friedmann                                | haut fonctionnaire | division 2                                    |       |
| Jean Gaudreau                                    | abbé | division 10                                   |       |
| Henri Giraud                                     | secrétaire d'État | division 13                                   |       |
| Fernand Grenard                                  | explorateur, écrivain et diplomate | division 21                                   |       |
| Edouard Gressin                                  | poète et chansonnier | division 14                                   |       |
| Nicolas Groult d'Arcy                            | ecclésiastique, conseiller municipal de Vaugirard, propriétaire de terrains | division 15                                   |       |
| Claude Langlade-Demoyen et son épouse Geneviève  | docteur en droit, professeur à l’Institut catholique, directeur de l’Assemblée des chambres d'agriculture, membre du Conseil économique et social, grand officier de l'ordre national du Mérite, commandeur de la Légion d'honneur | division 10                                   |       |
| Jean Lartéguy                                    | écrivain et journaliste | tombe Lucien Osty au carré militaire          |       |
| Léon-Adolphe Lenfant                             | évêque de Digne de 1915 à 1916 puis évêque de Digne-Riez-Sisteron de 1916 à 1917 | division 5                                    |       |
| Léon Loire                                       | peintre | division 20                                   |       |
| Léon Lyon-Caen                                   | premier président honoraire de la Cour de cassation et président du MRAP | division 7                                    |       |
| Edmond Marchal, Fernand Tillet et Edgard Trullet | membres de la Ligue des patriotes et/ou des Jeunesses patriotes tués lors de la fusillade de la rue Damrémont en avril 1925 | division 7                                    |       |
| Jacques Marette                                  | ministre | division 4                                    |       |
| Henri Mouton                                     | scientifique | division 4                                    |       |
| Eugène Marsan                                    | écrivain et journaliste | division 17                                   |       |
| Bernard Niquet                                   | préfet, conseiller technique à la présidence de la République, conseiller d'état | division 15                                   |       |
| Amédée Poilleux                                  | militaire, commandant français mort pour la France lors de la grande guerre | inhumé au carré militaire                     |       |
| Sépulture de la fondation Michelle-Darty         | institution philanthropique | division 11                                   |       |
| Camille Mortenol                                 | militaire | division 5                                    |       |
| Henri-Charles Oulevay                            | peintre, caricaturiste, dessinateur, graveur français | division 10                                   |       |
| Marius Plateau                                   | membre de l'Action française | monument de Maxime Real del Sarte) division 4 |       |
| Ernest Berger                                    | membre de l'Action française | division 7                                    |       |
| Georges Calzant                                  | membre de l'Action française | division 2                                    |       |
| Jules Lecomte                                    | membre de l'Action française | division 2                                    |       |
| Marcel Langlois                                  | membre de l'Action française | division 7                                    |       |
| Pierre Juhel                                     | membre de l'Action française | division 2                                    |       |
| Robert Moisy                                     | membre de l'Action française | division 13                                   |       |
| Les cousins Marius et Ary Leblond                | écrivains | division 2                                    |       |
| Henri Pottevin                                   | médecin biologiste et homme politique | division 9                                    |       |
| Émile Reynaud                                    | photographe, dessinateur et enseignant français, inventeur du praxinoscope | division 13 cette tombe n'est qu'un cénotaphe |       |
| Pierre Saka                                      | producteur de L'Oreille en coin | division 8                                    |       |
| Jules Scamaroni                                  | préfet | division 13                                   |       |
| Christian Vebel (Schewaebel)                     | chansonnier | division 13                                   |       |
| Thérèse Vimont                                   | artiste peintre | division 13                                   |       |
| Adolphe Vincent                                  | avocat, homme politique | division 5                                    |       |